# Thể thao sinh viên

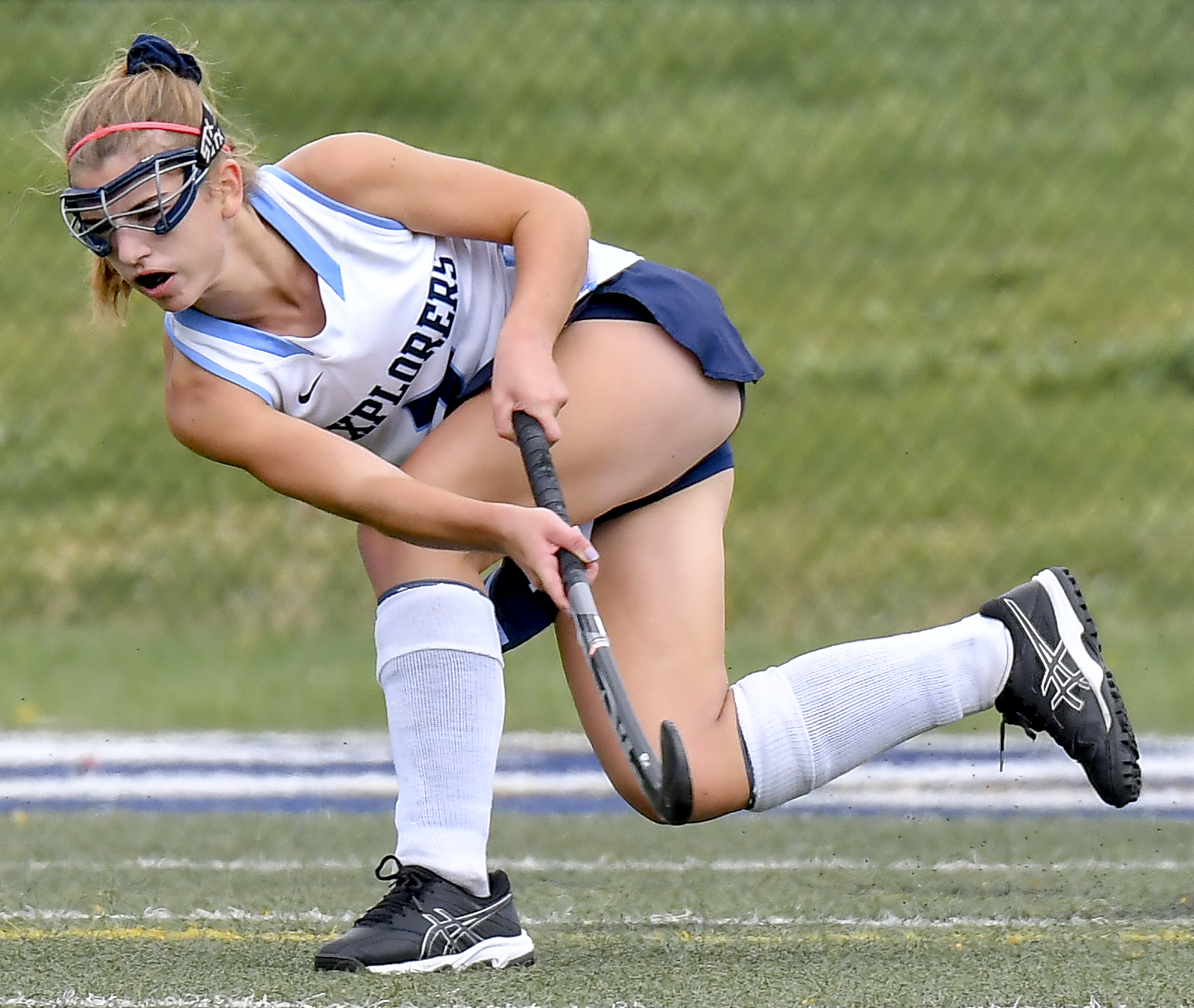
Một vận động viên sinh viên ở Mỹ

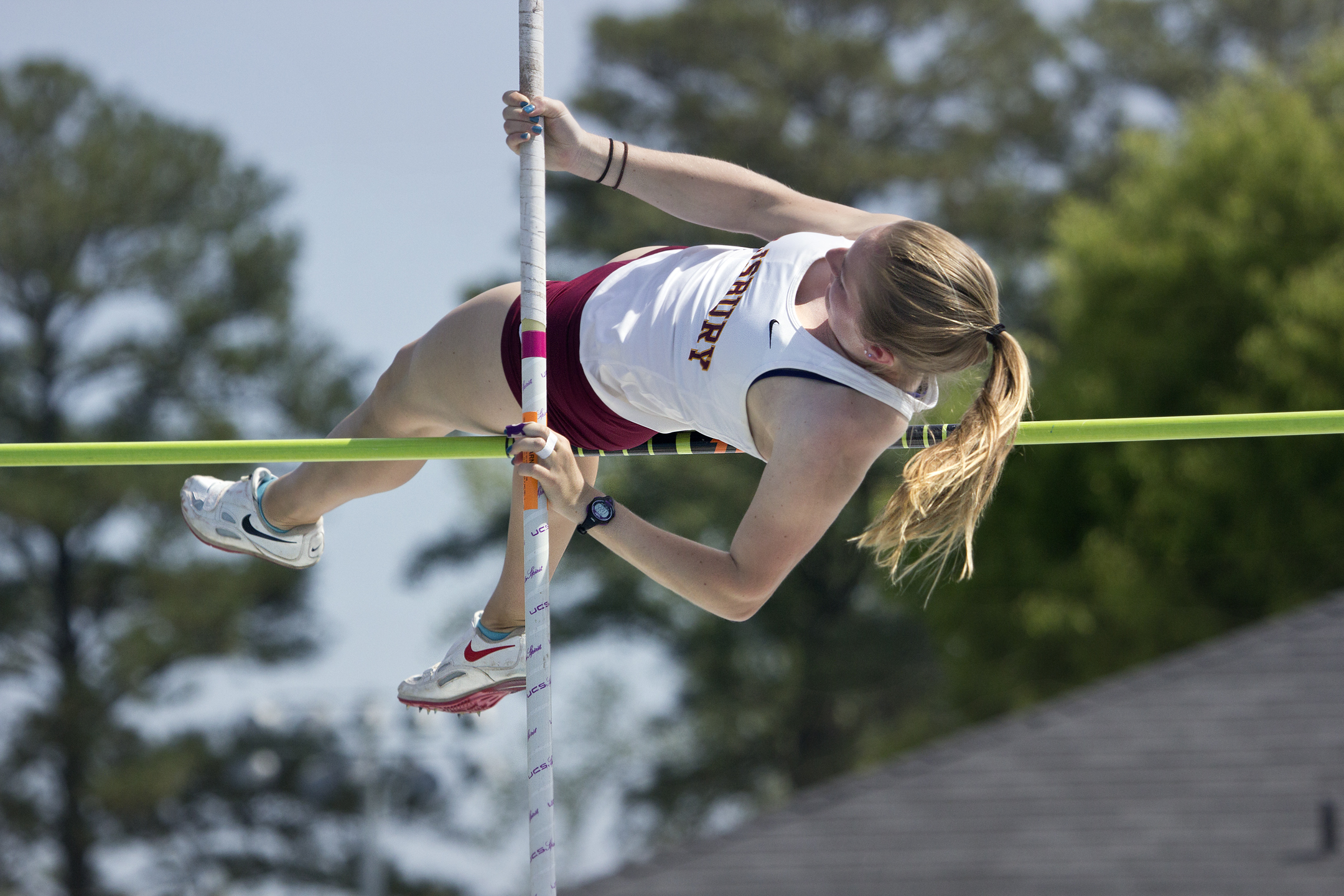
Một vận động viên sinh viên trường Christopher Newport University Virginia thi đấu ở bộ môn nhảy sào

Thể thao sinh viên hay thể thao giảng đường hoặc thể thao cao đẳng-đại học (College sports) là các bộ môn thể thao được sinh viên chơi và thi đấu tranh tài trong khuôn khổ các trường đại học/cao đẳng bao gồm các môn thể thao và trò chơi cạnh tranh không chuyên nghiệp ở cấp cao đẳng và đại học. Giải thể thao sinh viên thế giới (World University Games) đầu tiên được tổ chức vào năm 1923. Ban đầu nó được gọi là Union Nationale des Étudiants Français. Năm 1957, sau nhiều lần đổi tên trước đó, giải đấu này được biết đến bằng tiếng Anh với tên gọi World University Games.
Ở Canada có hơn 14.000 sinh viên vận động viên tại 56 trường đại học trực thuộc U Sports. Ở Mỹ thì bộ môn Điền kinh sinh viên là một lĩnh vực kinh doanh lớn ở Hoa Kỳ, với hơn 500.000 vận động viên sinh viên theo học tại hơn 1.100 trường đại học và cao đẳng tranh tài hàng năm. Các chương trình lớn nhất là:
- Hiệp hội Thể thao Đại học Quốc gia (National Collegiate Athletic Association-NCAA)
- Hiệp hội điền kinh liên trường quốc gia (National Association of Intercollegiate Athletics-NAIA)
- Hiệp hội thể thao trường cao đẳng quốc gia (National Junior College Athletic Association-NJCAA).

Trong số nhiều môn thể thao khác, các cuộc thi được xem nhiều nhất là Bóng bầu dục đại học và bóng rổ sinh viên, mặc dù cũng có các cuộc thi ở nhiều môn thể thao khác, bao gồm cầu lông, bóng chày, bóng mềm, khúc côn cầu trên băng, bóng đá, bóng bầu dục liên đoàn, bóng chuyền, bóng vợt, khúc côn cầu trên sân, cricket, bóng ném, bơi và lặn, điền kinh, chơi gôn, quần vợt, bóng bàn, bóng ném, chèo thuyền, và nhiều môn khác tùy thuộc vào từng trường đại học. Tại Hoa Kỳ, các vận động viên sinh viên được coi là nghiệp dư và mức thù lao của họ thường chỉ giới hạn ở học bổng thể thao. Tuy nhiên, có sự bất đồng về việc liệu sinh viên-vận động viên đại học có nên được trả lương hay không. Các vận động viên sinh viên đã bị chỉ trích vì quá chú trọng về chơi thể thao mà không chuyên tâm nghiên cứu học thuật, trong khi các vận động viên sinh viên không được trả lương lại tạo ra thu nhập cho các trường đại học và các tổ chức tư nhân của họ.